# Epipactis helleborine
La elleborina comune (Epipactis helleborine (L.) Crantz, 1769) è una piccola pianta erbacea perenne dai delicati fiori, appartenente alla famiglia delle Orchidacee.

## Etimologia
Il termine Epipactis si trova per la prima volta negli scritti di Dioscoride Pedanio (Anazarbe in Cilicia, 40 circa - 90 circa) che fu un medico, botanico e farmacista greco antico che esercitò a Roma ai tempi dell'imperatore Nerone. L'origine di questo termine è sicuramente greca, ma l'etimologia esatta ci rimane oscura (qualche testo lo traduce con “crescere sopra”). Sembra comunque che in origine sia stato usato per alcune specie del genere Helleborus. In tempi moderni il nome del genere fu creato dal botanico e anatomista germanico Johann Gottfried Zinn (1727 – 1759), membro tra l'altro dell'Accademia delle Scienze di Berlino, in una pubblicazione specifica sul genere Epipactis nel 1757.
L'epiteto specifico (helleborine) deriva da una certa rassomiglianza con le foglie di alcuni “Ellebori” (Elleboro bianco – Veratrum album).
La specie fu descritta inizialmente da Linneo come Serapias helleborine (un genere – Serapias – fin dall'inizio vago e difficile da definire). Il binomio scientifico attualmente accettato (Epipactis helleborine)  è stato proposto dal botanico e medico Heinrich Johann Nepomuk von Crantz (1722–1799) in una pubblicazione del 1769.
In lingua tedesca questa pianta si chiama Breitblättrige Sumpfwurz oppure Grüne Sumpfwurz; in francese si chiama Épipactis helléborine oppure Épipactis à larges feuilles; in inglese si chiama Broad-leaved Helleborine.

## Descrizione

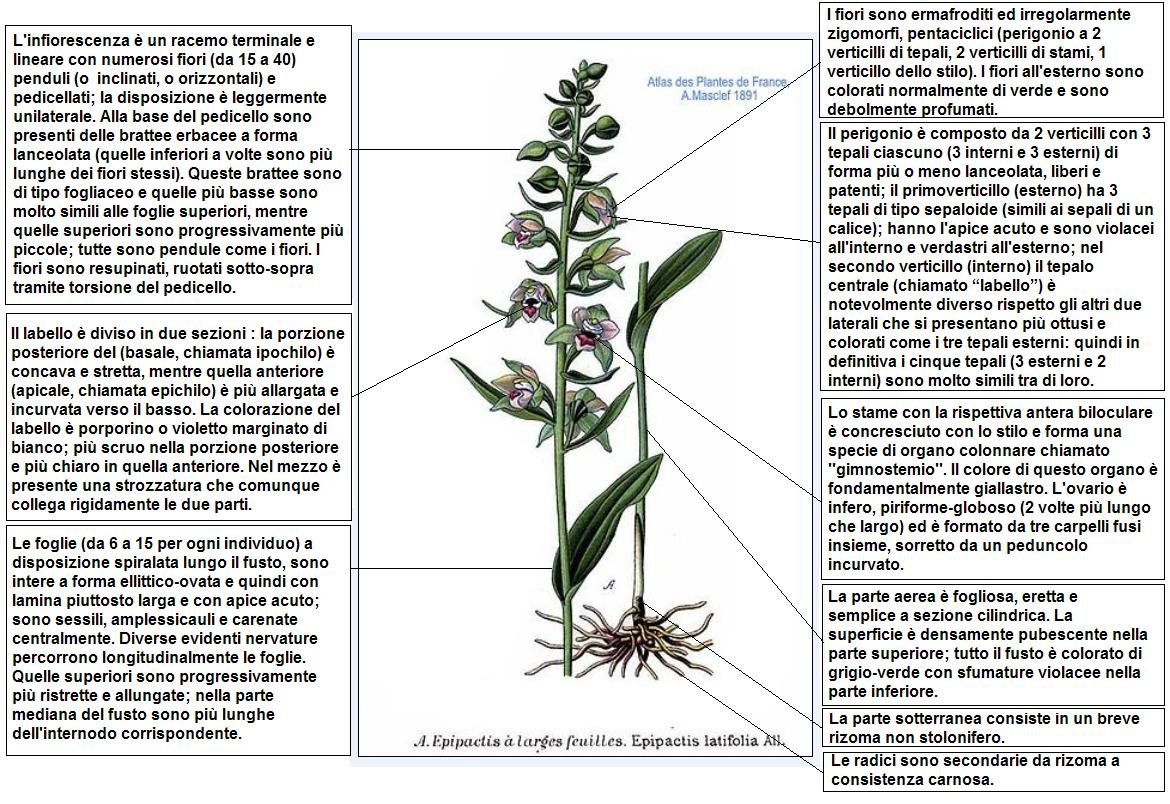
Descrizione delle parti della pianta

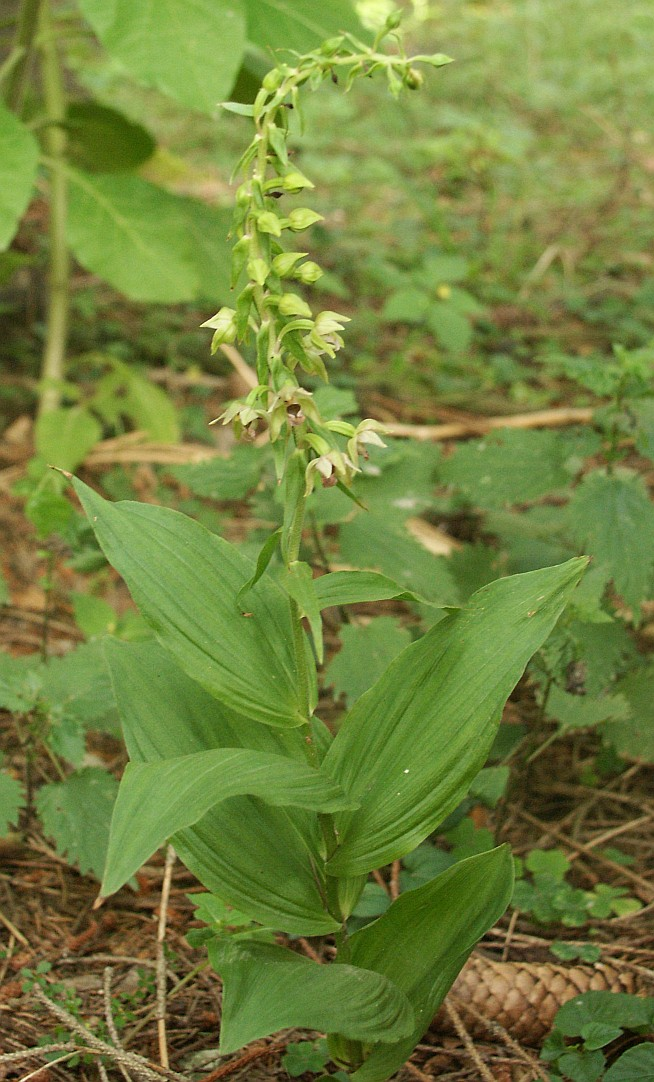
Il portamento

È una pianta erbacea perenne alta normalmente da 20 a 60 cm (massimo 100 cm). La forma biologica di questa orchidea è geofita rizomatosa (G rizh), ossia è una piante con un particolare fusto sotterraneo, detto rizoma, che ogni anno si rigenera con nuove radici e   fusti avventizi. Queste piante, contrariamente ad altri generi delle orchidee, non sono “epifite”, ossia non vivono a spese di altri vegetali di maggiori proporzioni (hanno cioè un proprio rizoma).

### Radici
Le radici sono secondarie da rizoma a consistenza carnosa.

### Fusto
- Parte ipogea: la parte sotterranea consiste in un breve rizoma non stolonifero.
- Parte epigea: la parte aerea è fogliosa, eretta e semplice a sezione cilindrica. La superficie è densamente pubescente nella parte superiore; tutto il fusto è colorato di grigio-verde con sfumature violacee nella parte inferiore.

### Foglie

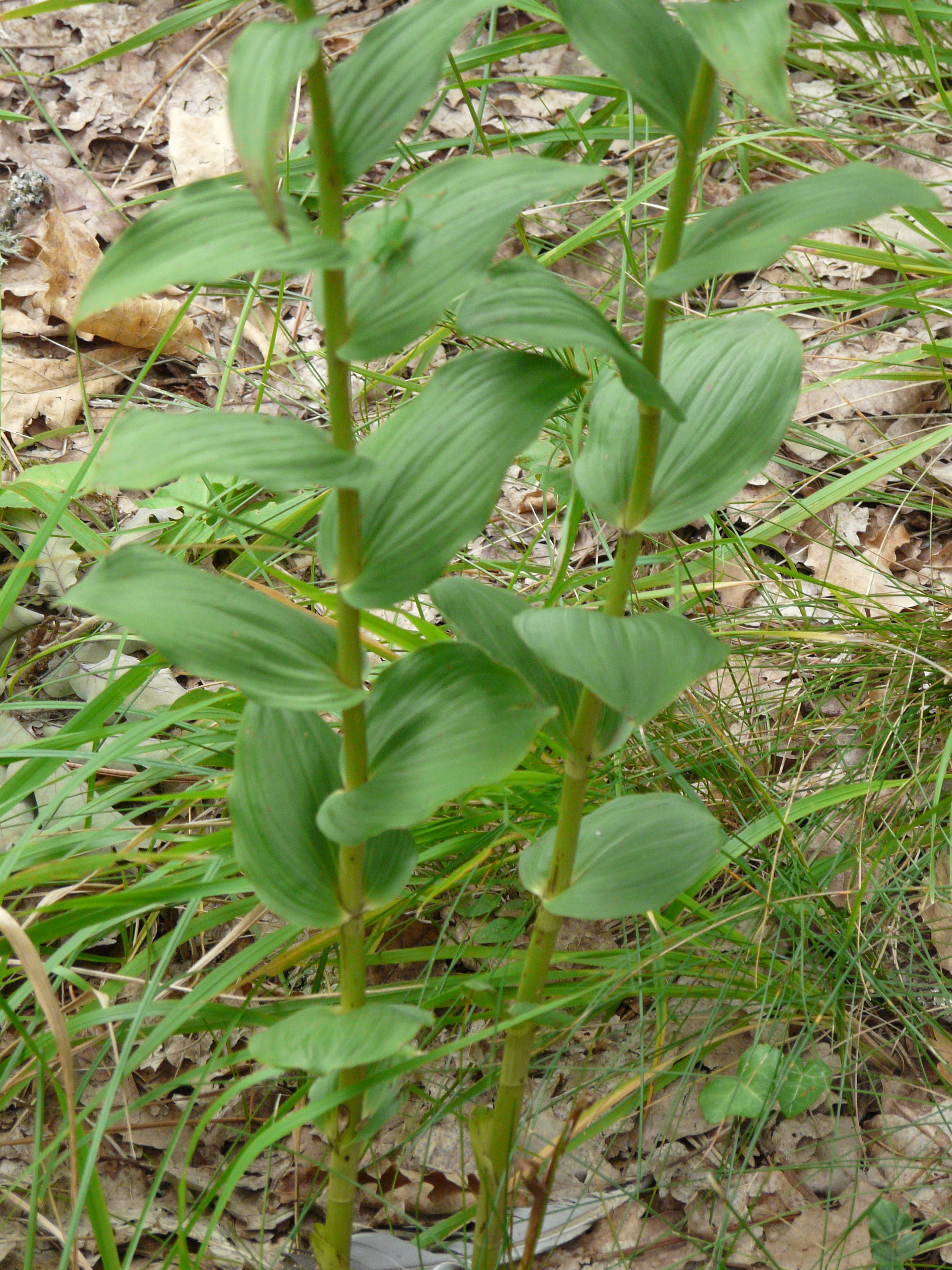
Le foglie

Le foglie (da 6 a 15 per ogni individuo) a disposizione spiralata lungo il fusto, sono intere a forma ellittico-ovata e quindi con lamina piuttosto larga e con apice acuto; sono sessili, amplessicauli e carenate centralmente. Diverse evidenti nervature percorrono longitudinalmente le foglie. Quelle superiori sono progressivamente più ristrette e allungate; nella parte mediana del fusto sono più lunghe dell'internodo corrispondente. Dimensioni delle foglie inferiori: larghezza 3 – 4 cm; lunghezza 5 – 6 cm. Dimensioni delle foglie medie (in relazione alla posizione lungo il fusto): larghezza 1,5 – 2 cm; lunghezza 8 – 10 cm (massimo 18 cm). Il bordo delle foglie è ondulato.

### Infiorescenza

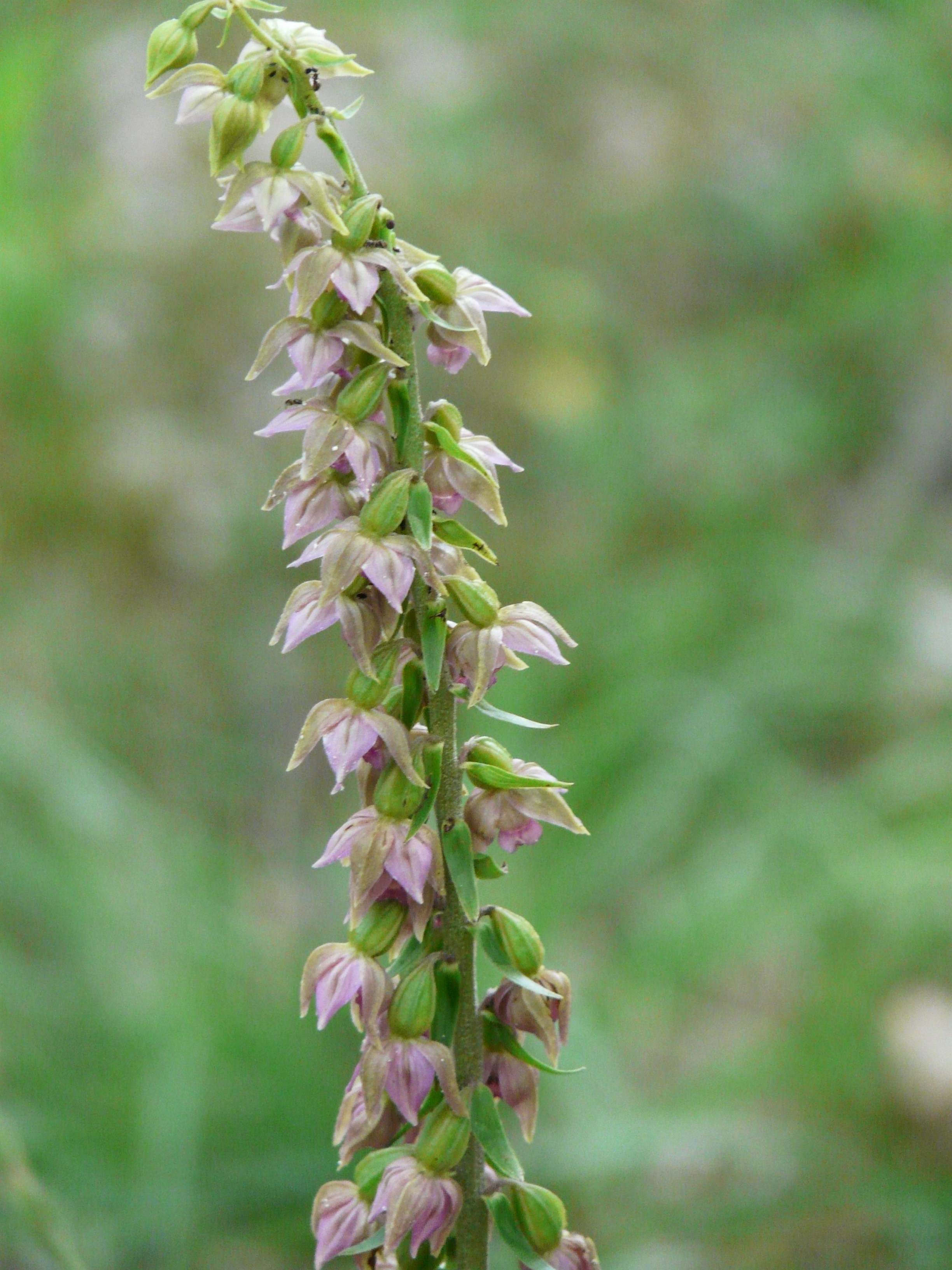
Infiorescenza

L'infiorescenza è un racemo terminale e lineare con numerosi fiori (da 15 a 40) penduli (o inclinati, o orizzontali) e pedicellati; la disposizione è leggermente unilaterale. Alla base del pedicello sono presenti delle brattee erbacee a forma lanceolata (quelle inferiori a volte sono più lunghe dei fiori stessi). Queste brattee sono di tipo fogliaceo e quelle più basse sono molto simili alle foglie superiori, mentre quelle superiori sono progressivamente più piccole; tutte sono pendule come i fiori. I fiori sono resupinati, ruotati sottosopra tramite torsione del pedicello (e non dell'ovario come nel genere Cephalanthera). Dimensioni delle brattee inferiori: larghezza 10 mm; lunghezza 50 – 60 mm. Dimensioni delle brattee superiori: larghezza 2 – 3 mm; lunghezza 12 – 18 mm. Lunghezza del racemo: 7 – 30 cm.

### Fiore

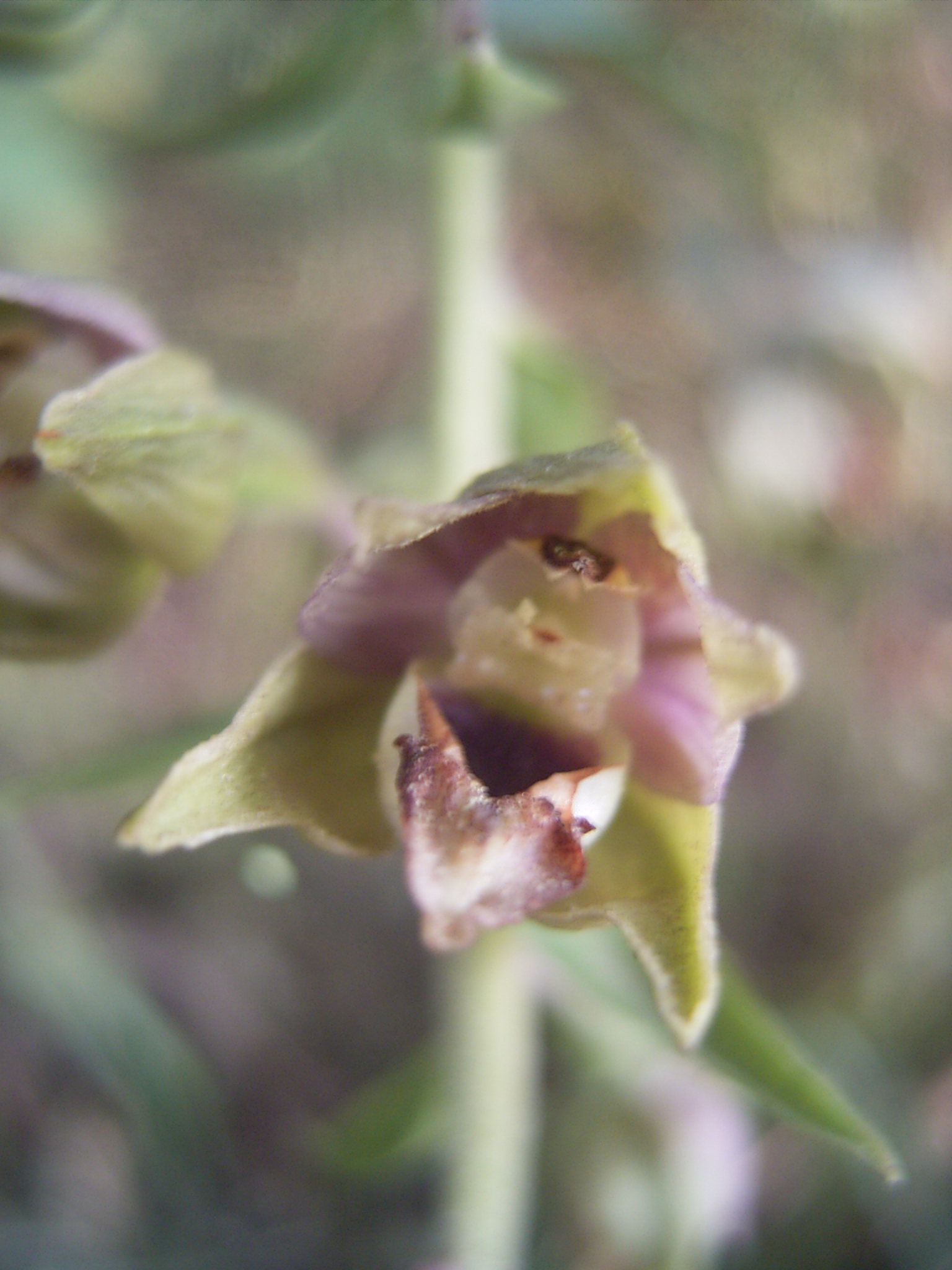
Il fiore
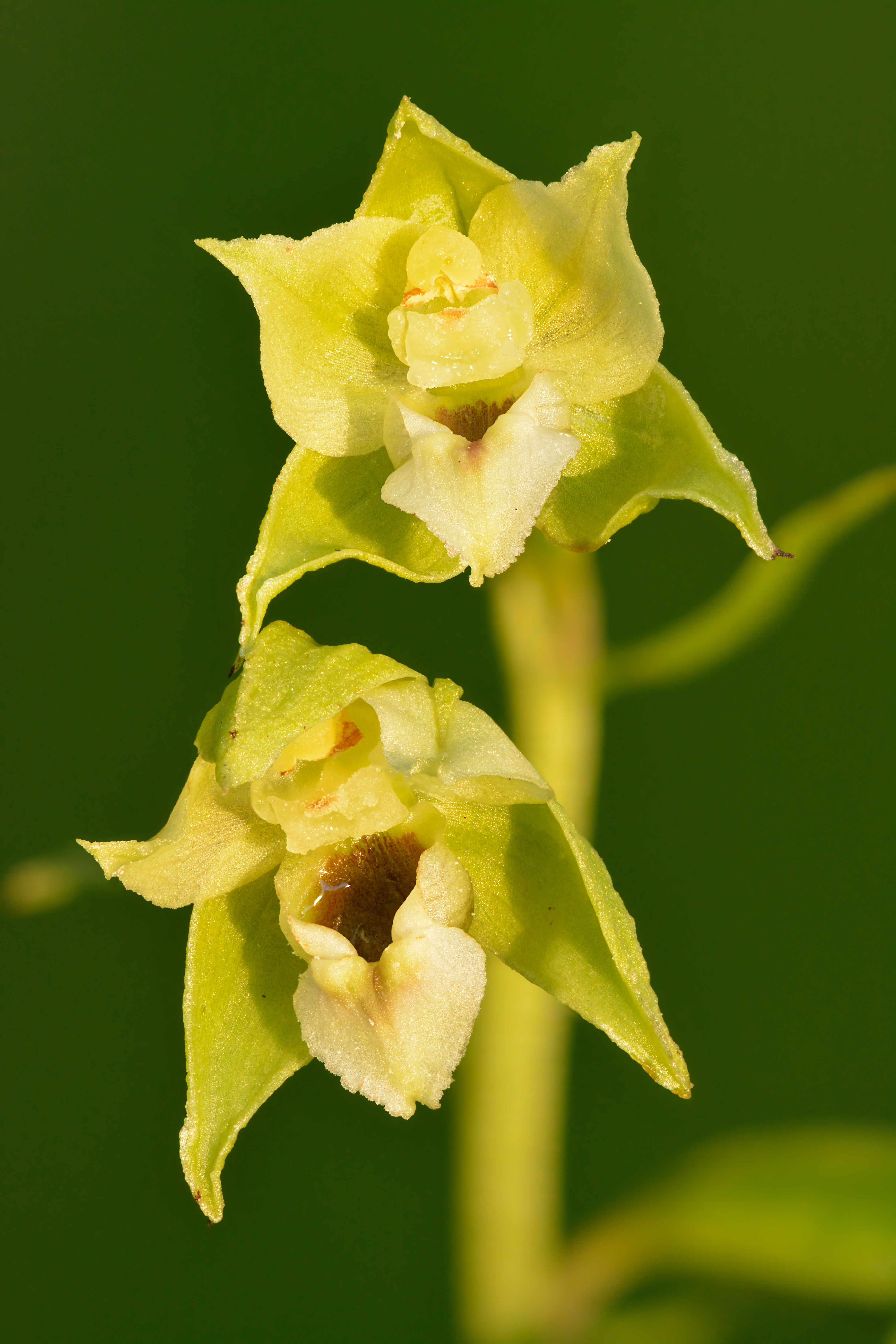
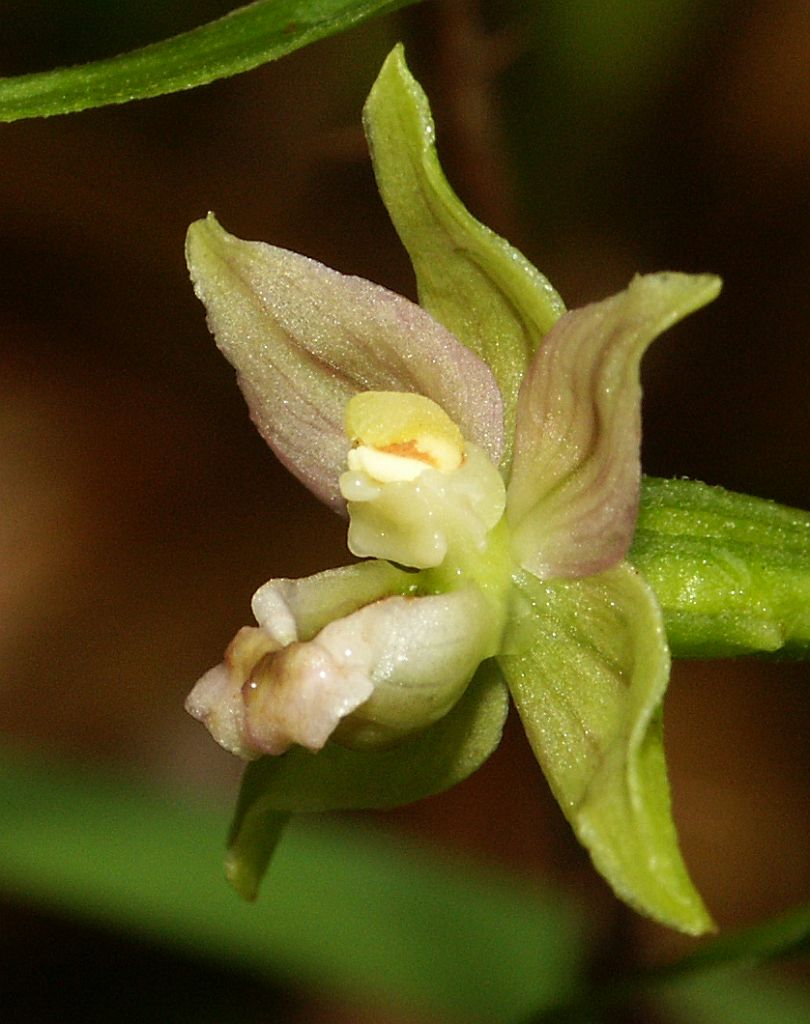
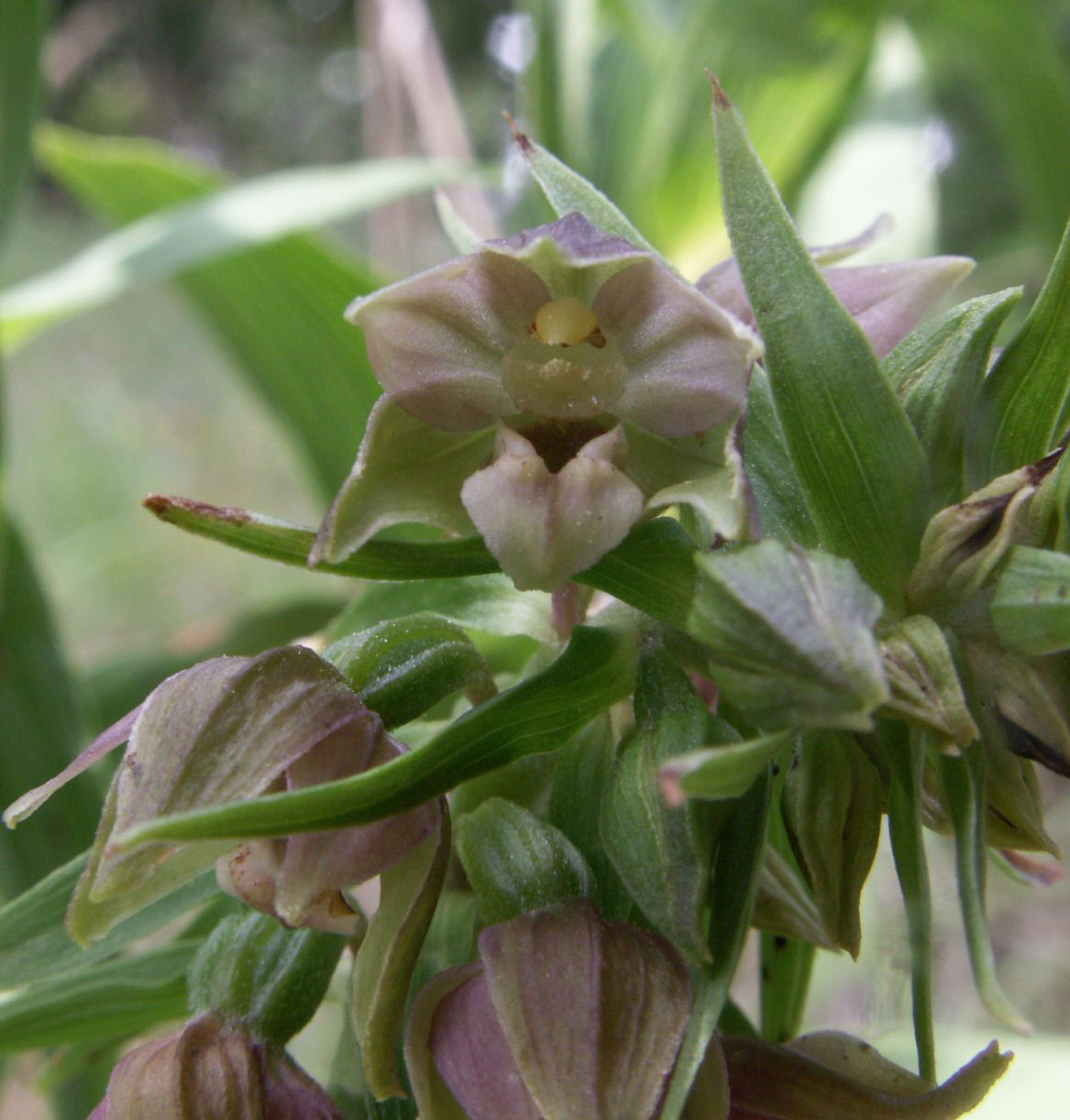

I fiori sono ermafroditi ed irregolarmente zigomorfi, pentaciclici (perigonio a 2 verticilli di tepali, 2 verticilli di stami, 1 verticillo dello stilo). I fiori all'esterno sono colorati normalmente di verde e sono debolmente profumati. Dimensione del fiore: 10 – 15 mm.
- Formula fiorale: per queste piante viene indicata la seguente formula fiorale:

P 3+3, [A 1, G (3)]
- Perigonio: il perigonio è composto da 2 verticilli con 3 tepali ciascuno (3 interni e 3 esterni) di forma più o meno lanceolata, liberi e patenti; il primo verticillo (esterno) ha 3 tepali di tipo sepaloide (simili ai sepali di un calice); hanno l'apice acuto e sono violacei all'interno e verdastri all'esterno; nel secondo verticillo (interno) il tepalo centrale (chiamato “labello”) è notevolmente diverso rispetto agli altri due laterali che si presentano più ottusi e colorati come i tre tepali esterni: quindi in definitiva i cinque tepali (3 esterni e 2 interni) sono molto simili tra di loro. Dimensione dei tepali: 7 – 8 mm.

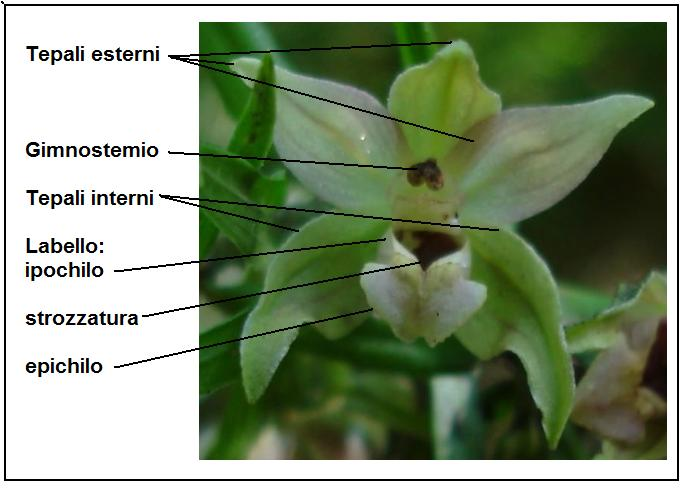
Descrizione delle parti del fiore

- Labello: il labello è diviso in due sezioni; la porzione posteriore del labello (basale, chiamata ipochilo) è concava e stretta, mentre quella anteriore (apicale, chiamata epichilo) è più allargata e incurvata verso il basso. La colorazione del labello è porporino o violetto marginato di bianco; più scuro nella porzione posteriore e più chiaro in quella anteriore. Nel mezzo tra l'ipochilo e l'epichilo è presente una strozzatura che comunque collega rigidamente le due parti. Il labello è inoltre privo di callosità evidenti e non è speronato come in altri generi e l'ipochilo è nattarifero. Dimensione del labello parte ipochilo: larghezza 8 mm; lunghezza 9 – 12 mm. Dimensione del labello parte epichilo: larghezza 5 mm; lunghezza 5 mm.

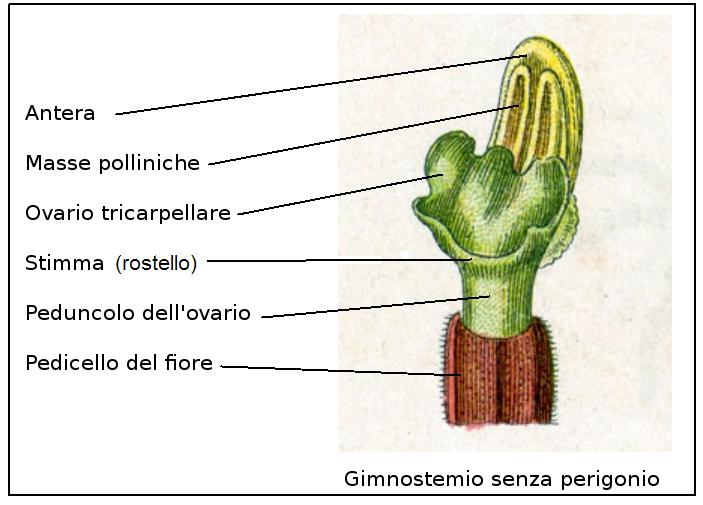
Descrizione del ginostemio

- Ginostemio:  lo stame con la rispettiva antera biloculare è concresciuto con lo stilo e forma una specie di organo colonnare chiamato ginostemio[4]. Il colore di questo organo è fondamentalmente giallastro. L'ovario è infero, piriforme-globoso (2 volte più lungo che largo) ed è formato da tre carpelli fusi insieme, sorretto da un peduncolo incurvato. Il polline è più o meno incoerente ed è conglutinato in due masse cerose polliniche bilobe (una per ogni loculo dell'antera); queste masse sono prive di “caudicole” (filamento di aggancio all'antera). Il rostello è sviluppato completamente e funzionante. Dimensioni dell'ovario: larghezza 2 mm; lunghezza 10 mm. Lunghezza del peduncolo dell'ovario: 2 – 3 mm. Dimensioni del ginostemio: 3 – 6 mm.
- Fioritura: da giugno a settembre.

### Frutti

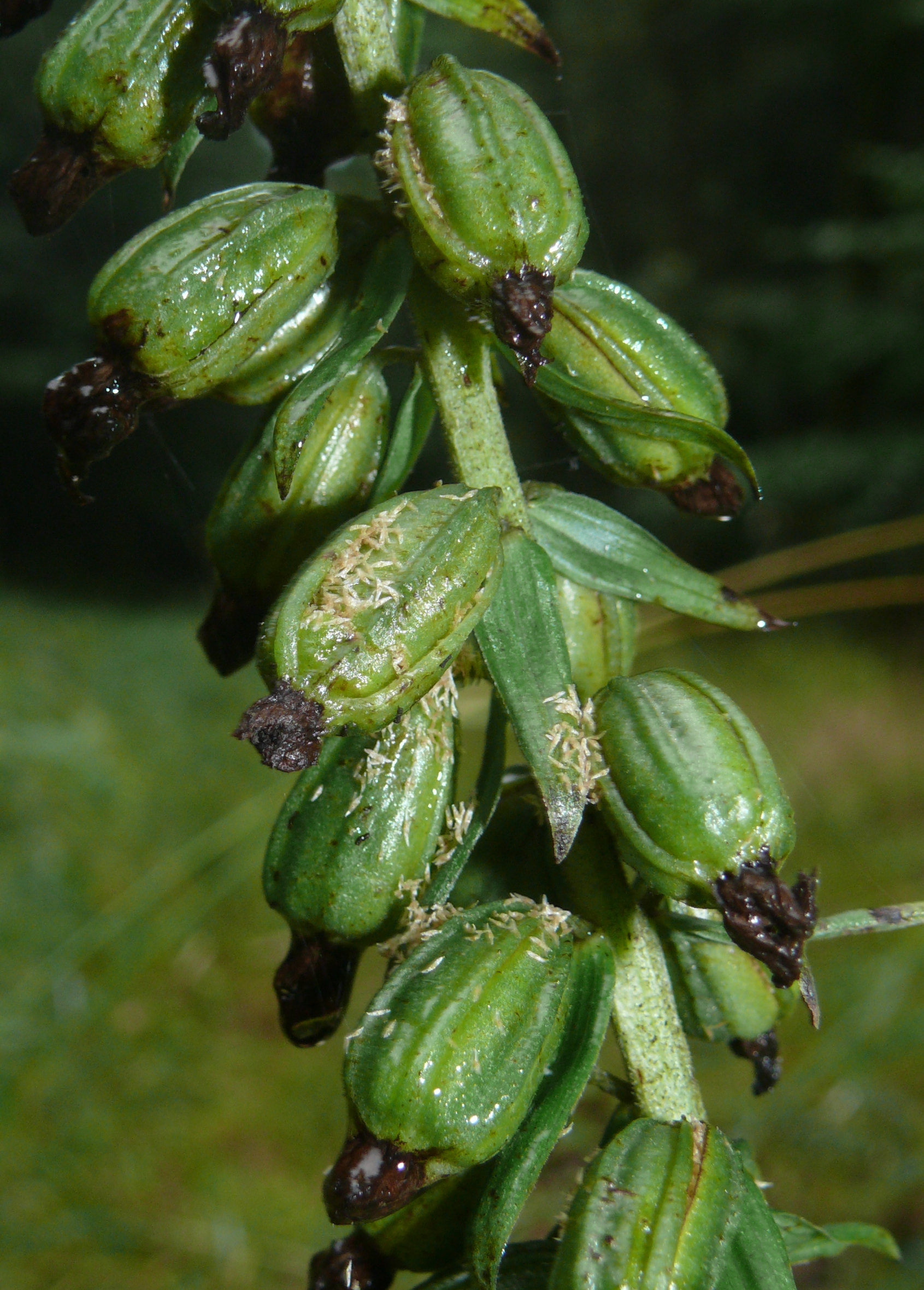
I frutti

Il frutto è una capsula obovoide (o esagonale) a più coste contenente moltissimi, minuti semi. Anche le capsule, come i fiori, sono orizzontali o pendule. Dimensione della capsula: 9 – 14 mm.

## Biologia
In queste piante la riproduzione avviene normalmente tramite impollinazione entomofila (imenotteri e ditteri). In assenza di impollinatori può verificarsi autogamia.

## Distribuzione e habitat
- Geoelemento: il tipo corologico (area di origine) è Paleotemperato ma anche Eurasiatico.
- Diffusione: la diffusione sul territorio italiano è completa ed è considerata una specie comune (rara nella Sicilia, nella Sardegna e nella Pianura Padana). In Europa sui rilievi non è segnalata nei Monti Balcani, mentre è comune altrove. È presente in Asia e nell'Africa settentrionale. Nell'America del Nord è completamente naturalizzata.
- Habitat: l'habitat tipico per questa specie sono i boschi di latifoglie; ma anche schiarite forestali, margini dei boschi, pinete  e gineprai. Il substrato preferito è calcareo o calcareo/siliceo con pH basico e bassi valori nutrizionali del terreno che deve essere mediamente umido.
- Diffusione altitudinale: sui rilievi queste piante si possono trovare fino a 1500 m s.l.m.; frequentano quindi i seguenti piani vegetazionali: collinare, montano e in parte subalpino.

### Fitosociologia
Dal punto di vista fitosociologico la specie Epipactis helleborine appartiene alla seguente comunità vegetale:
Formazione: delle comunità forestali
Classe: Carpino-Fagetea sylvaticae

## Tassonomia
Il numero cromosomico di E. helleborine è: 2n = 36, 38, 40, 44, 46.

### Complesso diEpipactis helleborine
Il complesso di Epipactis helleborine comprende alcune specie della zona alpina in passato classificate come Epipactis helleborine e oggi riconosciute come entità a sé stanti
- Epipactis greuteri H.Baumann & Künkele (1981) – diffusione: Slovenia e Austria inferiore.
- Epipactis leptochila (Godfery) Godfery (1921), derivata da E. helleborine subsp. leptochila (Godfery) Soò - diffusione: discontinua ma su quasi tutte le Alpi (in Italia nelle seguenti province: BG BS TN).
- Epipactis muelleri Godfery (1921), derivata da E. helleborine subsp. muelleri (Godfery) O.Bolòs, Masalles & Vigo  - diffusione: abbastanza comune su tutte le Alpi (in Italia soprattutto nella parte centro-orientale).
- Epipactis placentina Bongiorni & Grünanger (1993) – diffusione: Alpi francesi e Grigioni (Svizzera).
- Epipactis provincialis Aubenas & Robatsch (1996) – diffusione: Drôme (dipartimento francese).
- Epipactis rhodanensis Gévaudan & Robatsch (1994) - diffusione: Alpi francesi, Vallese (Svizzera) e Tirolo Settentrionale (Austria).
- Epipactis purpurata Sm. (1828), derivata da E. helleborine subsp. viridiflora (Hoffm.) O.Schwarz  - diffusione: Alpi del nord della Francia, province di Bergamo e Brescia, Austria del sud e Slovenia.

Il complesso comprende sia specie che praticano la fecondazione incrociata (allogamia) che specie “autogame” (autogamia). Queste ultime se si trovano in areali abbastanza protetti e relativamente chiusi tendono a formare delle stirpi separate e differenziate dal tipo base. Nell'Europa centrale e sui rilievi alpini sono state quindi riconosciute almeno una decina di nuove specie. Un elemento di distinzione tra le piante allogame e quelle autogame è il rostello (= parte dello stimma del ginostemio – vedi disegno del ginostemio): in quelle allogame questo organo è ben sviluppato (sferico e ghiandoloso ed efficiente), viceversa nelle piante autogame è atrofizzato. Inoltre in queste ultime il polline si propaga subito e velocemente in tutto il fiore.

### Sottospecie
Le sottospecie presenti in Italia sono:
- Epipactis helleborine subsp. helleborine,  è la sottospecie nominale, diffusa su tutto il territorio nazionale.
- Epipactis helleborine subsp. latina W. Rossi & E. Klein., 1987, diffusa in Italia centrale e del sud.
- Epipactis helleborine subsp. orbicularis (C. Richt) E. Klein, 1997, presente in Italia settentrionale.
- Epipactis helleborine subsp. schubertiorum (Bartolo, Pulv. & Robatsch) Kreutz, 2004, presente in Calabria e sul Gargano.

Il Board tassonomico dei Kew Gardens riconosce come valide le seguenti altre sottospecie (non presenti sul territorio italiano):
- Epipactis helleborine  subsp. bithynica (Robatsch) Kreutz (2004)
- Epipactis helleborine  subsp. degenii (Szentp. & Mónus) Kreutz (2007)
- Epipactis helleborine  subsp. densifolia (W. Hahn, Passin & R.Wegener) Kreutz (2005)
- Epipactis helleborine  subsp. leutei (Robatsch) Kreutz (2004)
- Epipactis helleborine subsp. levantina Kreutz, Óvári & Shifman
- Epipactis helleborine  subsp. molochina (P. Delforge) Kreutz (2004)
- Epipactis helleborine  subsp. neerlandica (Verm.) Buttler (1986)
- Epipactis helleborine subsp. turcica (Kreutz) Véla & Viglione

La sottospecie Epipactis helleborine subsp. tremolsii (Pau) E. Klein, 1979,  diffusa in Sardegna e sull'Appennino tosco-emiliano, è oggi considerata come specie a sé (Epipactis tremolsii).
La sottospecie Epipactis helleborine subsp. aspromontana (Bartolo, Pulv. & Robatsch) H. Baumann & R.Lorenz, 2005 è oggi classificata come Epipactis leptochila subsp. aspromontana.

### Ibridi
Sono stati descritti i seguenti ibridi interspecifici:
- Epipactis × barlae A. Camus in E.G. & A. Camus (1929) – ibrido con E. microphylla
- Epipactis × reinekei M.Bayer (1986) – ibrido con E. muelleri
- Epipactis × schmalhausenii K. Richter (1890) – ibrido con E. atrorubens
- Epipactis × schulzei P. Fourn. (1928) – ibrido con E. purpurata
- Epipactis × stephensonii Godfery (1933) – ibrido con E. leptochila

### Specie simili
In genere tutte le Epipactis sono abbastanza simili nella forma del fiore. Qui ricordiamo alcune specie (tralasciando le varie sottospecie) quali: 
- Epipactis muelleri Godfery – Eleborina di Mueller: i fiori sono in prevalenza verdastri.
- Epipactis microphylla (Ehrh.) Swartz. - Elleborina minore: è una specie con poche e piccole foglie.
- Epipactis atrorubens (Hoffm.) Besser - Elleborina violacea: i fiori sono bruno-rosei.
- Epipactis palustris (L.) Crantz – Elleborina palustre: i fiori sono bruno-purpureo tendente al biancastro.

## Usi
In genere tutte le orchidee sono protette dalla raccolta indiscriminata.

### Farmacia
Nella medicina popolare antica questa pianta era usata come vulneraria (guarisce le ferite).

### Giardinaggio
Attualmente l'”Elleborina comune” è impiegata soprattutto come pianta ornamentale nei giardini rocciosi o alpini.

## Conservazione
Come tutte le orchidee è una specie protetta e quindi ne è vietata la raccolta e il commercio ai sensi della Convenzione sul commercio internazionale delle specie minacciate di estinzione (CITES).

## Galleria d'immagini

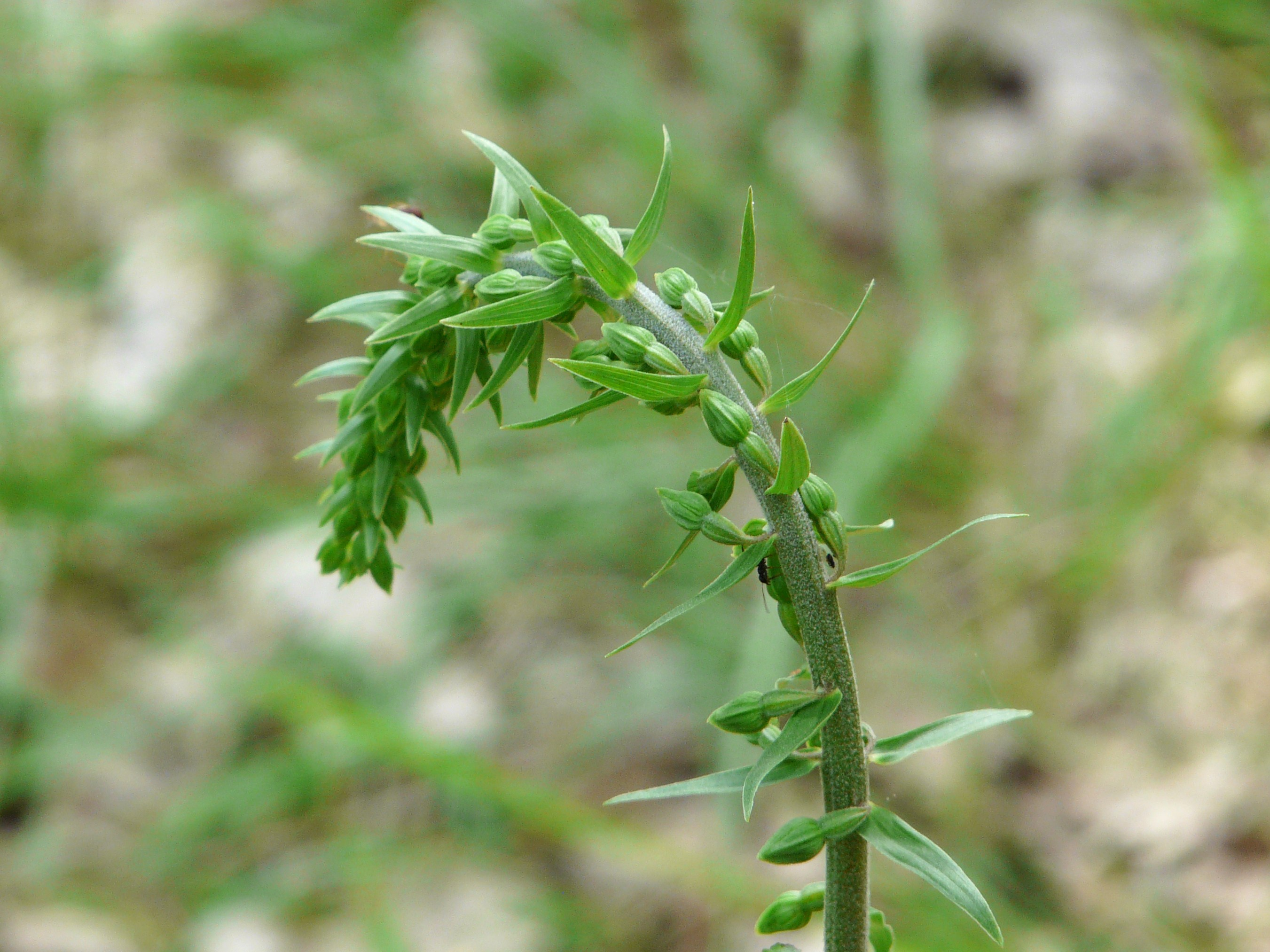
Gemme
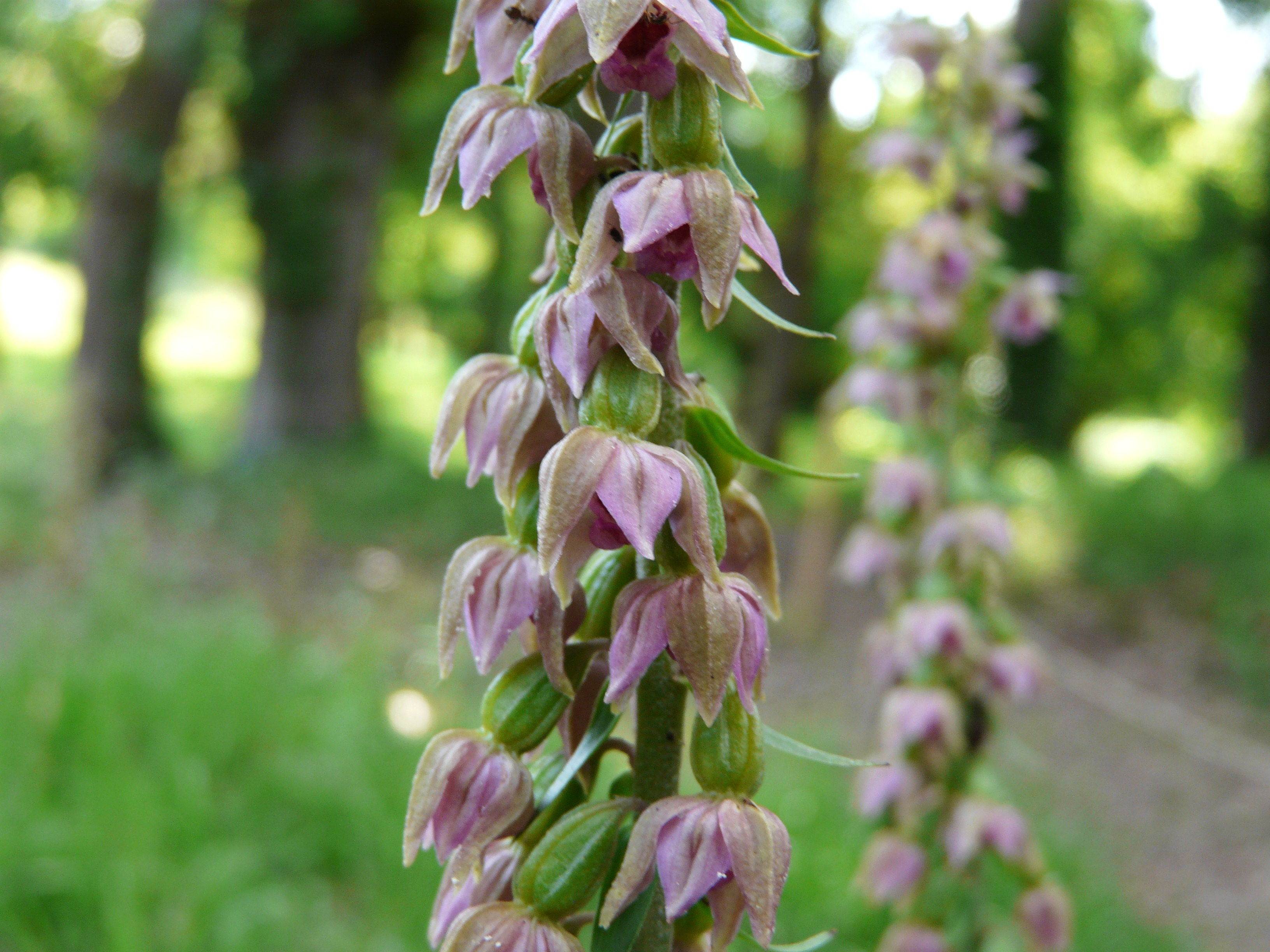
Infiorescenze
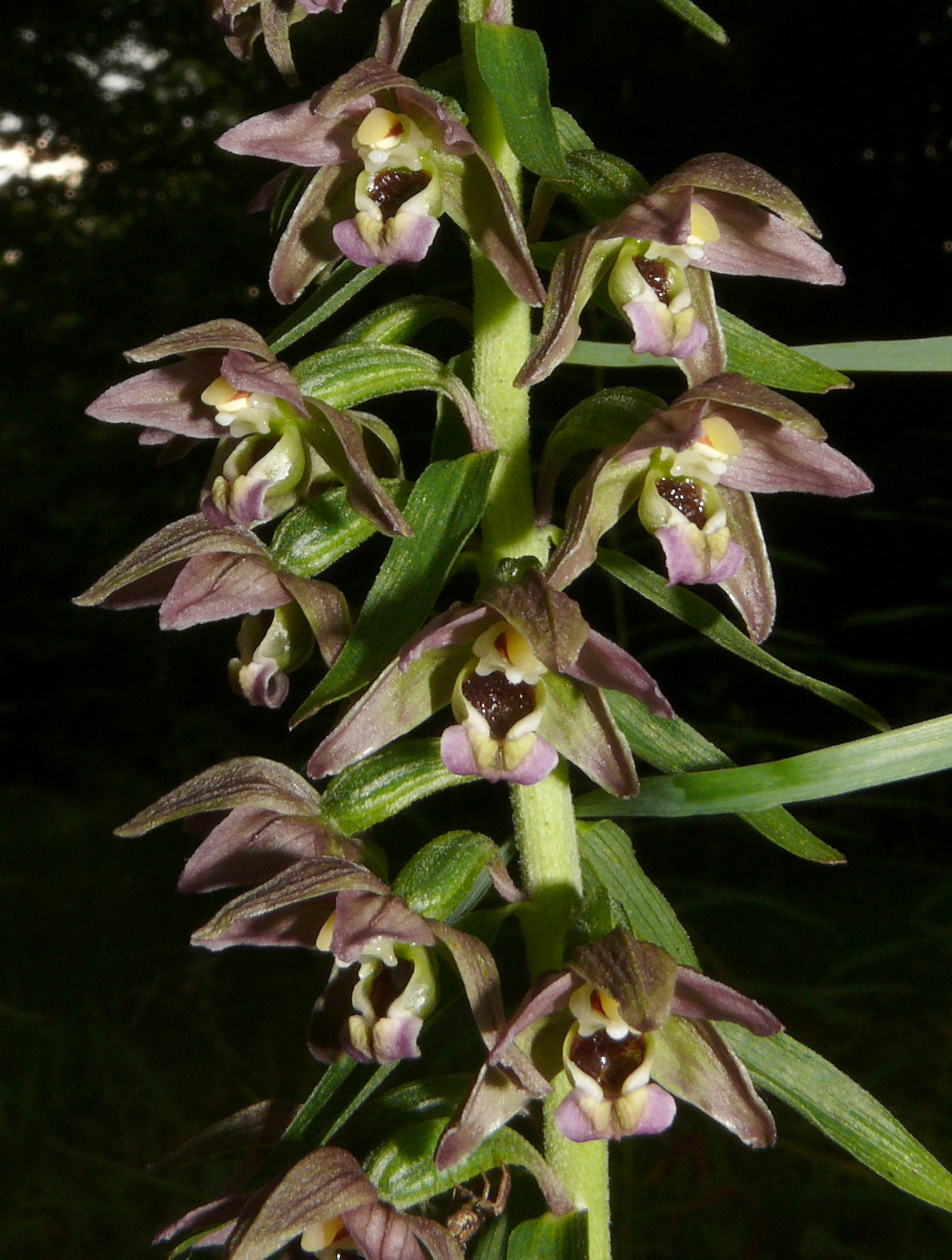
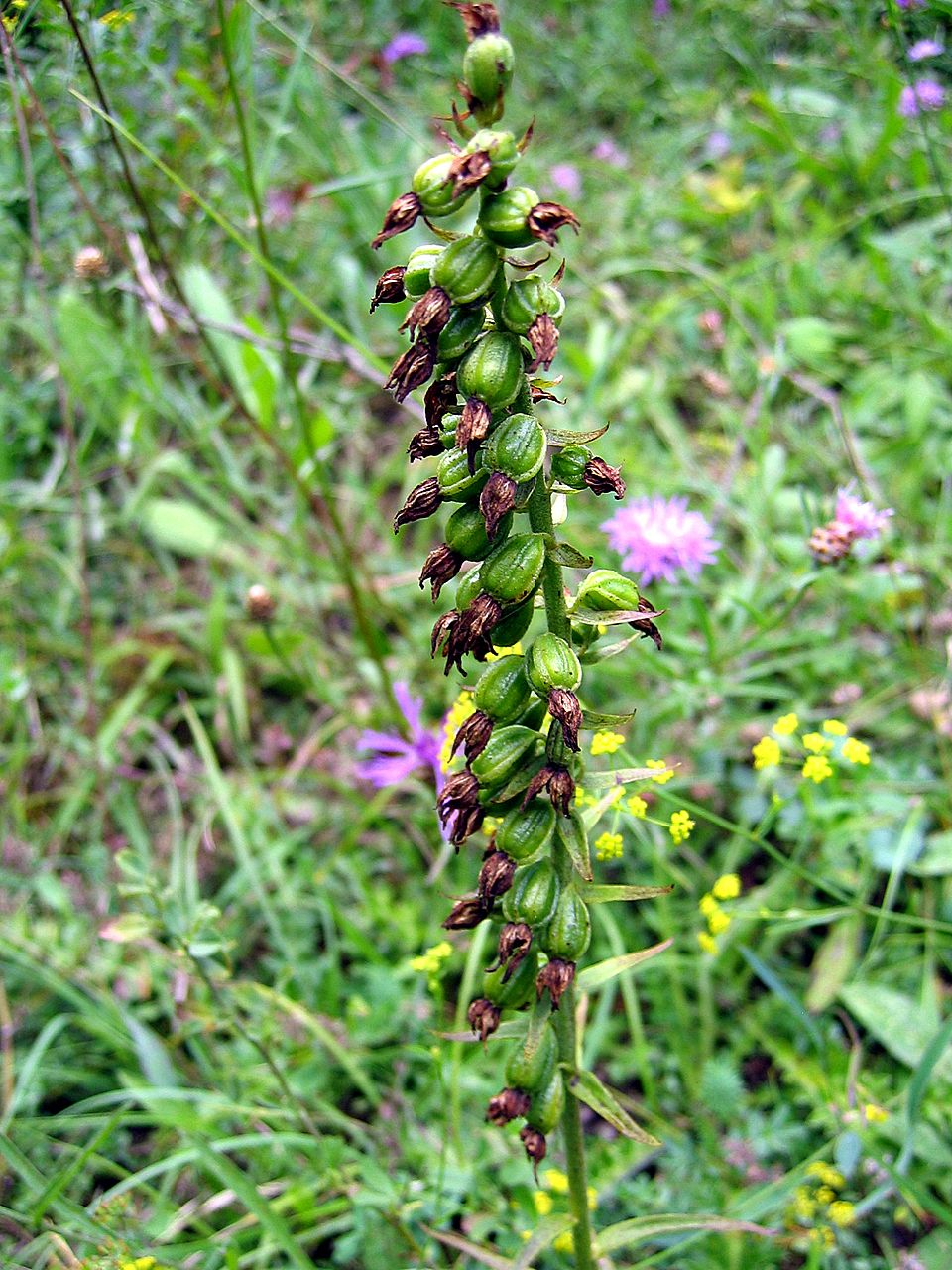
Frutti